# Малоплавучанська сільська рада
Малоплавучанська сільська́ ра́да — адміністративно-територіальна одиниця та орган місцевого самоврядування в Козівському районі Тернопільської області. Адміністративний центр — село Мала Плавуча.

## Загальні відомості
- Територія ради: 0,025 км²
- Населення ради: 489 осіб (станом на 2001 рік)
- Територією ради протікає річка Стрипа

## Населені пункти
Сільській раді підпорядковані населені пункти:
- с. Мала Плавуча

## Склад ради
Рада складалася з 14 депутатів та голови.
- Голова ради: Іваськів Богдан Михайлович
- Секретар ради: Швець Мирослава Миколаївна

### Керівний склад попередніх скликань
| Прізвище, ім'я, по батькові | Основні відомості                                                               | Дата обрання | Дата звільнення |
| --------------------------- | ------------------------------------------------------------------------------- | ------------ | --------------- |
| Іваськів Богдан Михайлович  | Сільський голова, 1948 року народження, освіта середня спеціальна, безпартійний | 26.03.2006   | 31.10.2010      |
| Іваськів Богдан Михайлович  | Сільський голова, 1948 року народження, освіта середня спеціальна, безпартійний | 31.10.2010   |                 |

Примітка: таблиця складена за даними сайту Верховної Ради України

### Депутати
За результатами місцевих виборів 2010 року депутатами ради стали:

#### За суб'єктами висування
| Суб'єкт висування | Кількість обраних депутатів | %   |
| ----------------- | --------------------------- | --- |
| Самовисування     | 14                          | 100 |

#### За округами
| № округу | Прізвище, ім'я, по батькові    | Дата визнання обраним | Освіта             | Партійна приналежність | Відомості про обраного депутата                                   |
| -------- | ------------------------------ | --------------------- | ------------------ | ---------------------- | ----------------------------------------------------------------- |
| 1        | Войціх Сергій Зеновійович      | 20.07.2014            | незакінчена вища   | позапартійний          | Тернопільський медичний університет ім. М.Горбачевського, студент |
| 2        | Нетребський Віталій Михайлович | 02.11.2010            | середня спеціальна | позапартійний          | ПП «Троян», слюсар                                                |
| 3        | Чепіжак Олег Михайлович        | 11.11.2012            | незакінчена вища   | позапартійний          | студент                                                           |
| 4        | Завітій Євген Іванович         | 02.11.2010            | середня            | позапартійний          | тимчасово не працює                                               |
| 5        | Коваль Володимир Михайлович    | 02.11.2010            | вища               | позапартійний          | ВАТ «Галичина», експедитор                                        |
| 6        | Швець Мирослава Миколаївна     | 02.11.2010            | середня спеціальна | позапартійна           | Сільська рада, секретар                                           |
| 7        | Мариновський Тарас Миколайович | 18.12.2011            | незакінчена вища   | позапартійний          | Тернопільський національний педагогічний університет, студент     |
| 8        | Стецина Володимир Степанович   | 26.02.2012            | середня спеціальна | позапартійний          | студент                                                           |
| 9        | Дяків Михайло Володимирович    | 20.07.2014            | середня спеціальна | позапартійний          | Зборівський технічний коледж, студент                             |
| 10       | Стецина Віталій Богданович     | 02.11.2010            | вища               | позапартійний          | студент                                                           |
| 11       | Печарський Ігор Богданович     | 20.07.2014            | середня спеціальна | позапартійний          | Зборівський технічний коледж, студент                             |
| 12       | Панчак Андрій Андрійович       | 02.11.2010            | вища               | позапартійний          | тимчасово не працює                                               |
| 13       | Лайковський Павло Ігорович     | 02.11.2010            | середня спеціальна | позапартійний          | ПП «Троян», слюсар                                                |
| 14       | Турчин Ігор Ігорович           | 02.11.2010            | вища               | позапартійний          | тимчасово не працює                                               |